# Synallaxis
Genre
Le genre Synallaxis comprend des espèces d'oiseaux appartenant à la famille des Furnariidae.

## Liste des espèces
D'après la classification de référence du Congrès ornithologique international (ordre phylogénique) :
- Synallaxis scutata – Synallaxe à bavette
- Synallaxis cinerascens – Synallaxe grisin
- Synallaxis gujanensis – Synallaxe de Cayenne
- Synallaxis simoni – Synallaxe de Simon
- Synallaxis albilora – Synallaxe ocré
- Synallaxis maranonica – Synallaxe du Maranon
- Synallaxis hypochondriaca – Synallaxe à poitrine rayée
- Synallaxis chinchipensis – Synallaxe du Chinchipe
- Synallaxis stictothorax – Synallaxe à collier
- Synallaxis zimmeri – Synallaxe de Zimmer
- Synallaxis brachyura – Synallaxe ardoisé
- Synallaxis subpudica – Synallaxe à gorge argentée
- Synallaxis hellmayri – Synallaxe de Hellmayr
- Synallaxis ruficapilla – Synallaxe à calotte rousse
- Synallaxis cinerea – Synallaxe obscur
- Synallaxis infuscata – Synallaxe de Pinto
- Synallaxis moesta – Synallaxe obscur
- Synallaxis macconnelli – Synallaxe de McConnell
- Synallaxis cabanisi – Synallaxe de Cabanis
- Synallaxis hypospodia – Synallaxe cendré
- Synallaxis spixi – Synallaxe de Spix
- Synallaxis albigularis – Synallaxe à gorge blanche
- Synallaxis beverlyae – Synallaxe de Beverly
- Synallaxis albescens – Synallaxe albane
- Synallaxis frontalis – Synallaxe à front sombre
- Synallaxis azarae – Synallaxe d'Azara
- Synallaxis courseni – Synallaxe de Coursen
- Synallaxis candei – Synallaxe à moustaches
- Synallaxis erythrothorax – Synallaxe à poitrine rousse
- Synallaxis kollari – Synallaxe du Roraima
- Synallaxis tithys – Synallaxe tithys
- Synallaxis fuscorufa – Synallaxe des Santa Marta
- Synallaxis unirufa – Synallaxe roux
- Synallaxis castanea – Synallaxe de Vaurie
- Synallaxis cinnamomea – Synallaxe guiouti
- Synallaxis rutilans – Synallaxe ardent
- Synallaxis cherriei – Synallaxe à gorge marron